# Dietrich Rueschemeyer
Dietrich Rueschemeyer (* 28. August 1930 in Berlin) ist ein deutsch-amerikanischer Soziologe und emeritierter Professor der Brown University.

## Leben
Rueschemeyers Eltern sind die Ärztin Eufemia Rüschemeyer, geb. Ross und der Arzt Philipp Rüschemeyer. In den Jahren 1937 bis 1941 ging er in Osnabrück und Ohrbeck in eine Volksschule, im Anschluss besuchte er bis 1950 das Gymnasium Carolinum in Osnabrück.
Rueschenmeyer nahm zunächst ein Jura-Studium auf, das er von 1959 bis 1951 an der Ludwig-Maximilians-Universität München verfolgte. Danach wechselte er zu Volkswirtschaft und Soziologie an der Universität zu Köln. 1953 machte er seinen Abschluss zum Diplom-Volkswirt. Am selbigen Ort wurde er 1958 mit einer Arbeit zur Wissenssoziologie im Fach Soziologie promoviert. Bis 1962 war er wissenschaftlicher Assistent am soziologischen Institut in Köln.
Während eines Studienjahres in den USA habe der Assistent René Königs (so berichtet Fritz Sack, ebenfalls einstiger König-Assistent) seine spätere Frau, eine Jüdin, kennengelernt, die nicht in Europa leben wollte. Rueschemeyer, dessen Jahr als Assistenzprofessor am Dartmouth College 1963 endete, hatte ein Visum, das eine erneute Einreise in die USA erst nach drei Jahren Abwesenheit erlaubte. Er wich an die private York University im kanadischen Toronto aus, wo er drei Jahre als Gastprofessor lehrte.
Nach der Rückkehr in die USA war Rueschenmeyer von 1966 bis 1971 Assistenzprofessor an der Brown University in Providence, unterbrochen durch eine Gastprofessur an der Hebräischen Universität Jerusalem und seither Professor an der Brown University. Nach seiner Emeritierung blieb er als Forschungsprofessor an der Hochschule.
Rueschenmeyer forschte und publizierte anfangs zur Professionssoziologie und später zur Soziologie des Staates.

## Schriften (Auswahl)

### Monographien
- Lawyers and their society. A comparative study of the legal profession in Germany and in the United States. Harvard University Press, Cambridge (Mass.) 1973, ISBN 0-674-51826-8.
  - Juristen in Deutschland und in den USA. Eine vergleichende Untersuchung von Anwaltschaft und Gesellschaft. Aus dem Englischen übersetzt von Günter Seib, Enke, Stuttgart 1976, ISBN 978-3-432-88591-9.
- Power and the division of labour. Stanford University Press, Stanford (Calif.) 1986, ISBN 0-8047-1324-3.
- Mit Evelyne Huber Stephens und John D. Stephens. Capitalist development and democracy. University of Chicago Press, Chicago 1992, ISBN 0-226-73142-1.
- Usable theory. Analytic tools for social and political research. Princeton University Press, Princeton, N.J. 2009, ISBN 978-0-691-12958-7.

### Herausgeberschaften
- Mit Peter B. Evans und Theda Skocpol: Bringing the state back in. Cambridge University Press, Cambridge/New York 1985, ISBN 0-521-30786-4.
- Mit Marilyn Rueschemeyer und Björn Wittrock: Participation and democracy, East and West. Comparisons and interpretations. M.E. Sharpe, Amonk 1998, ISBN 0-7656-0229-6.
- Mit James Mahoney: Comparative historical analysis in the social sciences. Cambridge University Press, Cambridge/New York 2003, ISBN 0-521-81610-6.
- Mit Miguel Glatzer: Globalization and the future of the welfare state. University of Pittsburgh Press, Pittsburgh (Pa.) 2005, ISBN 0-8229-5861-9.